# Drzewienie

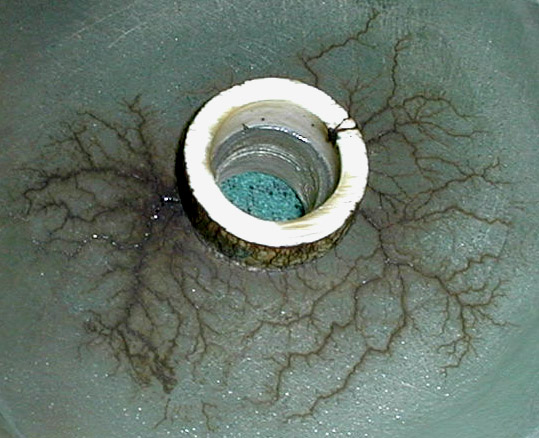
Drzewienie w poliwęglanowej podstawie trigatronu

Drzewienie – rodzaj defektu powstającego w izolacji poddanej długotrwałej pracy w warunkach wysokiego napięcia. Nazwa pochodzi od charakterystycznego kształtu defektu, który powstaje z uwagi na wyładowania niezupełne. 
Drzewienie prowadzi do osłabienia wytrzymałości danego izolatora i w rezultacie do zwarcia.